# Flourens (Haute-Garonne)
Flourens település Franciaországban, Haute-Garonne megyében. Lakosainak száma 2073 fő (2022. január 1.). Flourens Pin-Balma, Balma, Drémil-Lafage, Mons és Quint-Fonsegrives községekkel határos.

## Népesség
A település népességének változása:
| Lakosok száma | 424  | 930  | 1506 | 1706 | 1857 | 1888 | 1963 | 2056 | 2048 | 2073 |
|               | 1968 | 1982 | 1990 | 2006 | 2013 | 2015 | 2017 | 2019 | 2020 | 2022 |